# Kobylnice (powiat Mladá Boleslav)
Kobylnice – wieś i gmina w Czechach, w powiecie Mladá Boleslav, w kraju środkowoczeskim. Według danych z dnia 1 stycznia 2013 liczyła 98 mieszkańców.